# 591 (szám)
Az 591 (római számmal: DXCI) egy természetes szám, félprím, a 3 és a 197 szorzata.

## A szám a matematikában
A tízes számrendszerbeli 591-es a kettes számrendszerben 1001001111, a nyolcas számrendszerben 1117, a tizenhatos számrendszerben 24F alakban írható fel.
Az 591 páratlan szám, összetett szám, azon belül félprím, kanonikus alakban a 31 · 1971 szorzattal, normálalakban az 5,91 · 102 szorzattal írható fel. Négy osztója van a természetes számok halmazán, ezek növekvő sorrendben: 1, 3, 197 és 591.
Az 591 négyzete 349 281, köbe 206 425 071, négyzetgyöke 24,31049, köbgyöke 8,39194, reciproka 0,0016920. Az 591 egység sugarú kör kerülete 3713,36252 egység, területe 1 097 298,624 területegység; az 591 egység sugarú gömb térfogata 864 671 315,4 térfogategység.